# David Ball
David James Ball (Blackpool, Inglaterra, 3 de mayo de 1959), también conocido como David Ball o Dave Ball), es un productor y músico electrónico británico. Formó parte de bandas de synthpop y de new wave de su país, como Soft Cell y The Grid. Asimismo, colaboró con otros productores como Ingo Vauk y Chris Braide.

## Biografía
Ball nació en Blackpool y estudió en el Arnold School. Antes estudió arte en la Leed Polytechnic donde conoció a Marc Almond con el que formó el dueto de synthpop Soft Cell en 1979. La banda duró hasta 1984. Al mismo tiempo que Soft Cell, Ball grabó en álbum en solitario In Strict Tempo (1983), en el que contó con la colaboración de Gavin Friday, Genesis P-Orridge y Virginia Astley. Tras ello, trabajó como productor musical con The Virgin Prunes y Ornamental, así mismo como mezclador de canciones para Pet Shop Boys y David Bowie, e ingeniero de sonido de bandas sonoras. Tras estos trabajos, formó nuevamente un dueto musical llamado The Grid con Richard Norris, con el que había trabajado en el grupo inglés de música vanguardista y videoarte, Psychic TV. En 2001 se volvió a unir a Marc Almond por un corto período de tiempo para editar al año siguiente un nuevo álbum con Soft Cell titulado Cruelty Without Beauty. En 2010 formó la banda Nitewreckage con  Celine Hispiche, Rick Mulhall y Terry Neale. Su álbum debut se tituló Take Your Money And Run, y fue lanzado por la discográfica Alaska Sounds el 6 de junio de 2011. El primer sencillo de adelanto fue Solarcoaster. El álbum fue coproducido y mezclado por Martin Rushent. Actualmente, Dave Ball vive en Kennington, al sur de Londres.

## Discografía

### Con Soft Cell
- Some Bizarre Compilation (1981)
- Non-Stop Erotic Cabaret (1981)
- Non-Stop Ecstatic Dancing (1982)
- The Art of Falling Apart (1983)
- This Last Night In Sodom (1984)
- Cruelty Without Beauty (2002)

### Con The Grid
- Electric Head (1990)
- 456 (1992)
- Evolver (1994)
- Music for Dancing (1995)
- Doppelgänger (2008)

### En solitario
- In Strict Tempo (1983)